# Nicolas Nkoulou
Nicolas Nkoulou, né le 27 mars 1990 à Yaoundé (Cameroun), est un footballeur international camerounais qui évolue au poste de défenseur central à Sakaryaspor en prêt d'Amed SK.
Avec la sélection camerounaise, il participe à la Coupe d'Afrique des nations en 2010, 2015 et 2017 et à la Coupe du monde en 2010, 2014 et 2022.

## Biographie

### AS Monaco
Formé à la Kadji Sport Academies au Cameroun, il rejoint l'AS Monaco en novembre 2007. Il signe son premier contrat professionnel en 2008, à 18 ans. Décrit comme très prometteur par ses pairs, il est sacré champion des réserves professionnelles en étant l'un des piliers de l'équipe. Il joue son premier match sous le maillot monégasque le 13 septembre 2008 contre le FC Lorient.
Nkoulou devient peu à peu un élément clé de la défense monégasque en participant à 24 rencontres de Ligue 1 lors de sa première saison professionnelle. À l'aube de la saison 2009-2010, l'arrivée de Sébastien Puygrenier modifie la donne, Guy Lacombe préférant associer ce dernier à Cédric Mongongu en défense centrale. Nicolas est alors utilisé en tant que milieu défensif et démontre sa polyvalence au fil des matches, même s'il n'est pas encore considéré comme titulaire à part entière par son entraîneur.
Lors de la saison 2010-2011, Nkoulou gagne peu à peu ses galons de titulaire et est promu vice-capitaine de l'ASM derrière Stéphane Ruffier. Cette saison-là, il prend part à 30 rencontres de Ligue 1.

### Olympique de Marseille
Le 29 juin 2011, Nicolas Nkoulou signe un contrat de quatre ans en faveur de l'Olympique de Marseille, la transaction avoisinant les 3,5 millions d'euros. Il retrouve dans le club phocéen son compatriote Stéphane Mbia, avec qui il forme la défense centrale de la sélection camerounaise. Il joue son premier match sous le maillot phocéen le 14 août 2011 à l'AJ Auxerre (2-2). Durant la saison 2011-2012, il prend part à 46 matchs toutes compétitions confondues et fait partie de l'équipe type de Ligue 1. II remporte la Coupe de la Ligue le 14 avril, titulaire lors de la finale contre l'Olympique lyonnais. Il est élu meilleur joueur du club par les supporters et second meilleur joueur africain de Ligue 1 par les journalistes.
Le 3 mars 2013, Nicolas Nkoulou marque le premier but de sa carrière contre l'ES Troyes lors d'une victoire deux buts à un avant d'être vice-champion de France. Comme la saison précédente, il est membre de l'équipe type de Ligue 1 et second meilleur joueur africain de Ligue 1.
Le 19 octobre 2014, Nicolas Nkoulou inscrit son premier but de la saison contre le Toulouse FC. Véritable patron de la défense centrale marseillaise lors du début de saison 2014-2015 où il est champion d'automne avec l'OM, il dispute début janvier la CAN et revient blessé. Il ne reprend la compétition que deux mois plus tard le 12 avril contre les Girondins de Bordeaux. L'OM termine la saison à la 4e place à deux points d'une qualification en Ligue des champions.
Lors de la saison 2015-2016, le club connaît une saison difficile avec trois entraîneurs différents durant la saison et une treizième place en championnat malgré une finale de Coupe de France perdue face au Paris SG.

### Olympique Lyonnais
Libre de tout contrat, il s'engage le 29 juin 2016 avec l'Olympique lyonnais pour quatre ans. Il joue son premier match officiel sous la tunique lyonnaise lors du Trophée des champions perdu face au Paris Saint-Germain quatre buts à un. Après un début de saison en demi-teinte, il est placardisé par Bruno Génésio. Il fait son retour comme titulaire lors d'un match face au SC Bastia, match interrompu à la pause sur un score vierge, à la suite d'incidents provoqués par les supporters et la sécurité corse. Il est à nouveau titularisé le 20 avril 2017 lors des quarts de finale retour de Ligue Europa contre le Besiktas JK, aux côtés de Mouctar Diakhaby. Il réalise une bonne prestation, et l'OL se qualifie pour les demi-finales contre l'Ajax d'Amsterdam.

### Torino FC
Nicolas N'Koulou est prêté au Torino FC pour la saison 2017-2018. Titulaire indiscutable, il prend part à trente-sept matchs de championnat et marque deux buts avant de s'engager définitivement avec le club italien. Toujours indiscutable dans la charnière centrale les deux années suivantes, il est moins utilisé lors de la saison 2020-2021. 

### Watford FC
Le 7 octobre 2021, il s'engage en faveur du Watford FC jusqu'à la fin de saison.

### Aris Salonique
Le 24 août 2022, libre de tout contrat, il s'engage avec l'Aris Salonique, en Grèce. Il a signé un contrat de deux saisons soit jusqu'en juin 2024.

### En sélection
Il participe aux Jeux olympiques 2008 où il dispute trois rencontres dont deux en tant que titulaire. Il est par la suite appelé pour la première fois en sélection A camerounaise le 19 novembre 2008 en étant titulaire lors du match amical contre l'Afrique du Sud. En équipe nationale, il s'impose comme un titulaire à part entière en défense centrale depuis l'arrivée de Paul Le Guen. Il est d'ailleurs retenu par l'entraîneur français pour disputer la Coupe d'Afrique des nations 2010.
Il participe peu après à la Coupe du monde 2010 en Afrique du Sud et est titulaire en défense centrale lors des trois matchs de poule. Après l'annonce du départ à la retraite de Rigobert Song, Nkoulou est nommé vice-capitaine de l'équipe du Cameroun en compagnie d'Eyong Enoh pendant que Samuel Eto'o devient capitaine.
En décembre 2011, Eto'o est suspendu quinze matchs par la Fédération du Cameroun de football pour avoir mené le boycott du match amical contre l'Algérie mi-novembre. Le vice-capitaine Enoh écope également de deux matchs de suspension. Nicolas Nkoulou est alors provisoirement promu capitaine de la sélection camerounaise.
Le 29 février 2012, il porte pour la première fois le brassard de capitaine à l'occasion du match comptant pour les éliminatoires de la CAN 2013 face à la Guinée-Bissau (victoire 0-1) à la suite des suspensions d'Eto'o et d'Enoh. Après le refus de Samuel Eto'o de revenir en sélection fin août 2012, Nkoulou est officiellement nommé capitaine des Lions Indomptables.
Il est sélectionné pour faire partie du groupe camerounais disputant la Coupe du monde 2014. Néanmoins, l'aventure tourne court après 3 défaites en autant de match. Il joue l'ensemble des rencontres et est le capitaine des Lions Indomptables dans deux des trois matchs du premier tour, face à la Croatie (0-4) et face au Brésil (1-4).
Le 26 mars 2016, il marque son premier but en sélection lors d'un match face à l'Afrique du Sud comptant pour les éliminatoires de la CAN 2017.
Il fait partie de la liste des 23 joueurs pour la CAN 2017 au Gabon mais paye ses difficultés en club en perdant sa place de titulaire et joue peu durant la compétition. Il est en effet titularisé qu'une seule fois par Hugo Bross lors d'un match nul lors de la phase de poule face au Gabon. Le soir du 5 février 2017, lors de la finale face à l'Égypte, il entre en cours de jeu pour remplacer Adolphe Teikeu blessé, et alors que son équipe est menée il égalise à l'heure de jeu de la tête servi par son capitaine Benjamin Moukandjo. Le Cameroun remporte la finale deux buts à un et devient champion d'Afrique.
Le 10 novembre 2022, il est sélectionné par Rigobert Song pour participer à la Coupe du monde 2022.

## Statistiques
| Saison                | Club                   | Championnat           | Championnat | Championnat | Coupe nationale | Coupe nationale | Coupe de la Ligue | Coupe de la Ligue | Supercoupe | Supercoupe | Compétition(s) continentale(s) | Compétition(s) continentale(s) | Compétition(s) continentale(s) | Cameroun | Cameroun | Total | Total |
| Saison                | Club                   | Division              | M.          | B.          | M.              | B.              | M.                | B.                | M.         | B.         | Comp.                          | M.                             | B.                             | M.       | B.       | M.    | B.    |
| 2008-2009             | AS Monaco FC           | Ligue 1               | 24          | 0           | 1               | 0               | 1                 | 0                 | -          | -          | -                              | -                              | -                              | 3        | 0        | 29    | 0     |
| 2009-2010             | AS Monaco FC           | Ligue 1               | 24          | 0           | 3               | 0               | 1                 | 0                 | -          | -          | -                              | -                              | -                              | 18       | 0        | 46    | 0     |
| 2010-2011             | AS Monaco FC           | Ligue 1               | 30          | 0           | 1               | 0               | 2                 | 0                 | -          | -          | -                              | -                              | -                              | 7        | 0        | 40    | 0     |
| Sous-total            | Sous-total             | Sous-total            | 78          | 0           | 5               | 0               | 4                 | 0                 | -          | -          | -                              | -                              | -                              | 28       | 0        | 115   | 0     |
| 2011-2012             | Olympique de Marseille | Ligue 1               | 30          | 0           | 2               | 0               | 4                 | 0                 | -          | -          | C1                             | 10                             | 0                              | 6        | 0        | 52    | 0     |
| 2012-2013             | Olympique de Marseille | Ligue 1               | 38          | 1           | 2               | 0               | 1                 | 0                 | -          | -          | C3                             | 7                              | 0                              | 7        | 0        | 55    | 1     |
| 2013-2014             | Olympique de Marseille | Ligue 1               | 37          | 2           | 2               | 0               | 2                 | 0                 | -          | -          | C1                             | 5                              | 0                              | 11       | 0        | 57    | 2     |
| 2014-2015             | Olympique de Marseille | Ligue 1               | 24          | 2           | 1               | 0               | 1                 | 0                 | -          | -          | -                              | -                              | -                              | 11       | 0        | 37    | 2     |
| 2015-2016             | Olympique de Marseille | Ligue 1               | 33          | 0           | 3               | 0               | -                 | -                 | -          | -          | C3                             | 5                              | 0                              | 6        | 1        | 47    | 1     |
| Sous-total            | Sous-total             | Sous-total            | 162         | 5           | 10              | 0               | 8                 | 0                 | -          | -          | -                              | 27                             | 0                              | 41       | 1        | 248   | 6     |
| 2016-2017             | Olympique lyonnais     | Ligue 1               | 13          | 0           | -               | -               | 1                 | 0                 | 1          | 0          | C1+C3                          | 4+3                            | 0                              | 6        | 1        | 28    | 1     |
| Sous-total            | Sous-total             | Sous-total            | 13          | 0           | -               | -               | 1                 | 0                 | 1          | 0          | -                              | 7                              | 0                              | 6        | 1        | 28    | 1     |
| 2017-2018             | Torino FC (prêt)       | Serie A               | 37          | 2           | 2               | 0               | -                 | -                 | -          | -          | -                              | -                              | -                              | -        | -        | 39    | 2     |
| 2018-2019             | Torino FC              | Serie A               | 36          | 2           | 2               | 0               | -                 | -                 | -          | -          | -                              | -                              | -                              | -        | -        | 38    | 2     |
| 2019-2020             | Torino FC              | Serie A               | 31          | 1           | 2               | 0               | -                 | -                 | -          | -          | C3                             | 5                              | 0                              | -        | -        | 38    | 1     |
| 2020-2021             | Torino FC              | Serie A               | 18          | 1           | 2               | 0               | -                 | -                 | -          | -          | -                              | -                              | -                              | -        | -        | 20    | 1     |
| Sous-total            | Sous-total             | Sous-total            | 122         | 6           | 8               | 0               | -                 | -                 | -          | -          | -                              | 5                              | 0                              | -        | -        | 135   | 6     |
| 2021-2022             | Watford FC             | Premier League        | 3           | 0           | -               | -               | -                 | -                 | -          | -          | -                              | -                              | -                              | -        | -        | 3     | 0     |
| Sous-total            | Sous-total             | Sous-total            | 3           | 0           | -               | -               | -                 | -                 | -          | -          | -                              | -                              | -                              | -        | -        | 3     | 0     |
| 2022-2023             | Aris Salonique         | Super Liga            | 17          | 1           | -               | -               | -                 | -                 | -          | -          | -                              | -                              | -                              | 7        | 0        | 24    | 1     |
| Sous-total            | Sous-total             | Sous-total            | 17          | 1           | -               | -               | -                 | -                 | -          | -          | -                              | -                              | -                              | 7        | 0        | 24    | 1     |
| Total sur la carrière | Total sur la carrière  | Total sur la carrière | 395         | 12          | 21              | 0               | 19                | 0                 | 1          | 0          | -                              | 39                             | 0                              | 82       | 2        | 557   | 14    |

### Buts internationaux
| #  | Date           | Lieu                                | Adversaire     | Score | Résultat | Compétition            |
| -- | -------------- | ----------------------------------- | -------------- | ----- | -------- | ---------------------- |
| 1. | 26 mars 2016   | Stade de Limbé, Limbé, Cameroun     | Afrique du Sud | 2-2   | 2-2      | Éliminatoires CAN 2017 |
| 2. | 5 février 2017 | Stade d'Angondjé, Libreville, Gabon | Égypte         | 1-1   | 2-1      | CAN 2017               |

## Palmarès

### En club
Avec l'Olympique de Marseille, il remporte la Coupe de la Ligue 2012 en battant l'Olympique lyonnais un but à zéro en prolongation. Il est également vice-champion de France lors de la saison 2012-2013 et finaliste de la Coupe de France en 2016 perdue contre le Paris Saint-Germain quatre buts à deux.
Parti ensuite à l'Olympique lyonnais, il est finaliste du Trophée des champions en 2016.

### En sélection nationale
Avec la sélection du Cameroun, il remporte la CAN 2017 marquant lors de la finale face à l’Égypte lors d'une victoire deux buts à un.

### Distinctions personnelles
Il est membre de l'équipe type de Ligue 1 en 2012 et en 2013. Il est élu meilleur joueur de la saison 2011-2012 par les supporters de l'Olympique de Marseille. Pour la saison 2011-2012, Nicolas N'Koulou est élu second meilleur joueur africain de Ligue 1  par les journalistes, devancé par Younès Belhanda du Montpellier HSC puis de nouveau second meilleur joueur africain de Ligue 1 pour la saison suivante, devancé cette fois ci par Pierre-Emerick Aubameyang de l'AS Saint-Étienne.